# Bogusław Fiedor
Bogusław Fiedor (ur. 26 czerwca 1946 we Wrocławiu) – polski ekonomista, specjalizujący się w ekonomii środowiska, historii myśli ekonomicznej oraz mikroekonomii; nauczyciel akademicki związany z Uniwersytetem Ekonomicznym we Wrocławiu oraz w latach 2005–2012 rektor tejże uczelni, Zastępca Przewodniczącego Rady Naukowej Instytutu Nauk Ekonomicznych Polskiej Akademii Nauk.

## Życiorys
Urodził się w 1946 roku we Wrocławiu, gdzie zamieszkała jego rodzina po zakończeniu II wojny światowej. Z miastem tym związał całe swoje życie osobiste i zawodowe. Ukończył tu kolejno szkołę podstawową oraz średnią, po czym podjął studia ekonomiczne w Wyższej Szkole Ekonomicznej we Wrocławiu (obecnie Uniwersytet Ekonomiczny), uzyskując tam tytuł magistra. Bezpośrednio potem został pracownikiem naukowym uczelni, zatrudniając się na stanowisku asystenta, a następnie adiunkta, profesora nadzwyczajnego i wreszcie profesora zwyczajnego.
Stopień naukowy doktora nauk ekonomicznych uzyskał w 1975 roku na swojej macierzystej uczelni. Tam też otrzymał następny stopień naukowy – doktora habilitowanego w 1986 roku. W 1991 roku prezydent Polski Lech Wałęsa nadał mu tytuł profesora nauk ekonomicznych.
Pełnił wiele bardzo istotnych funkcji organizacyjnych na wrocławskiej uczelni ekonomicznej. W 1991 roku został dyrektorem Instytutu Ekonomii, a pięć lat później także kierownikiem Katedry Ekonomii Ekologicznej na tymże instytucie. Od 1993 roku regularnie zasiada w Komisji Zagranicznej Senatu uczelnianego. W latach 2005–2012 piastował stanowisko rektora. Za jego kadencji Akademia Ekonomiczna im. Oskara Langego została przekształcona w Uniwersytet Ekonomiczny. Od 2012 do 2016 roku sprawował urząd prorektora do spraw współpracy z zagranicą. Przez pewien czas wykładał także na prywatnych uczelniach: Wyższej Szkole Bankowej w Poznaniu oraz Wyższej Szkole Bankowej we Wrocławiu.
Jest członkiem licznych towarzystw naukowych w kraju, w tym m.in.: Rady Głównej Szkolnictwa Wyższego, Polskiej Akademii Nauk oraz Centralnej Komisji do Spraw Stopni i Tytułów. W latach 2010–2012 był przewodniczącym Konferencji Rektorów Uczelni Wrocławia, Opola, Częstochowy i Zielonej Góry, a także przewodniczącym Komisji Ekonomicznej Konferencji Rektorów Akademickich Szkół Polskich (KRASP). W latach 2011–2015 członek prezydium Komitetu Nauk Ekonomicznych Polskiej Akademii Nauk.

## Dorobek naukowy i odznaczenia oraz nagrody
Prowadzi badania w zakresie, m.in. klasyfikacji teorii ekonomicznych, klasyfikacji teorii i modeli wzrostu gospodarczego, polityki ekologicznej, harmonizacji polskiego prawa, regulacji oraz standardów i instytucji w ochronie środowiska. Jak dotychczas wypromował 12 doktorów. Jest autorem około 360 publikacji naukowych, w tym (jako autor bądź współautor w istotnej części) 22 książek i monografii. Do najważniejszych z nich należą:
- Teoria innowacji: krytyczna analiza współczesnych koncepcji niemarksistowskich, Warszawa 1979.
- Przyczynek do ekonomicznej teorii zanieczyszczenia i ochrony środowiska, Wrocław 1990.
- Kierunki rozwoju współczesnej ekonomii, Wrocław 1991; współautor.
- Samorząd terytorialny a ochrona środowiska: aspekty ekonomiczne, organizacyjne i finansowe, Wrocław 1992.
- Ekologiczne uwarunkowania wzrostu gospodarczego w ujęciu współczesnej teorii ekonomii, Białystok-Kraków 1993, współautor.
- Polityka ekologiczna w gospodarce rynkowej, Wrocław 1999.
- Podstawy ekonomii środowiska i zasobów naturalnych, Warszawa 2002.
- Wkład transformacji do teorii ekonomii, Warszawa 2006.
- Wałbrzyska Specjalna Strefa Ekonomiczna INVEST-PARK: bilans pierwszej dekady, wpływ na region i perspektywy rozwoju, Wrocław 2007.
- Ekonomiczno-ekologiczne aspekty ochrony środowiska w gospodarce wodno-ściekowej, Wrocław 2010.

Do najważniejszych odznaczeń i nagród uzyskanych przez Bogusława Fiedora należą:
- Krzyż Kawalerski Orderu Odrodzenia Polski
- Złoty Krzyż Zasługi
- Srebrny Krzyż Zasługi
- Srebrna Odznaka Zasłużonego Działacza Kultury Fizycznej
- Nagroda Ministra Edukacji Narodowej – pięciokrotnie (1977, 1981, 1993, 2001, 2003)